# Musée de la communauté juive de la Bucovine
Le  musée de la communauté des Juifs de Bucovine  (en ukrainien : Музей історії та культури євреїв Буковини) de Tchernivtsi se situe place du théâtre.

## Historique
Fondé en 2007 par le congrès juif eurasien, l'association des communautés juives d'Ukraine et la fondation culturelle juive de Tchernivtsi, il ouvre en 2008 dans un bâtiment est classé.

## Images

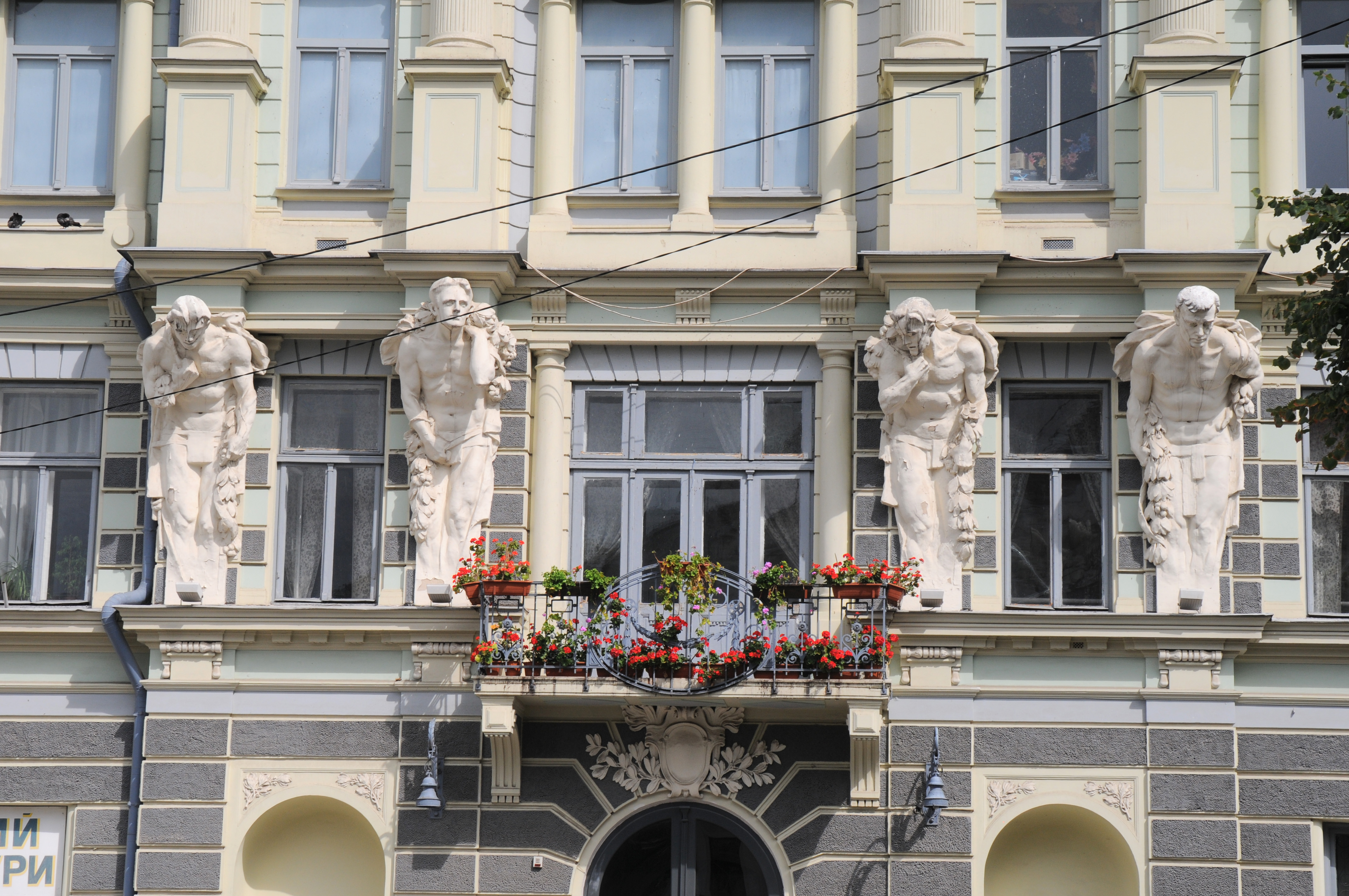
Détail de la façade,
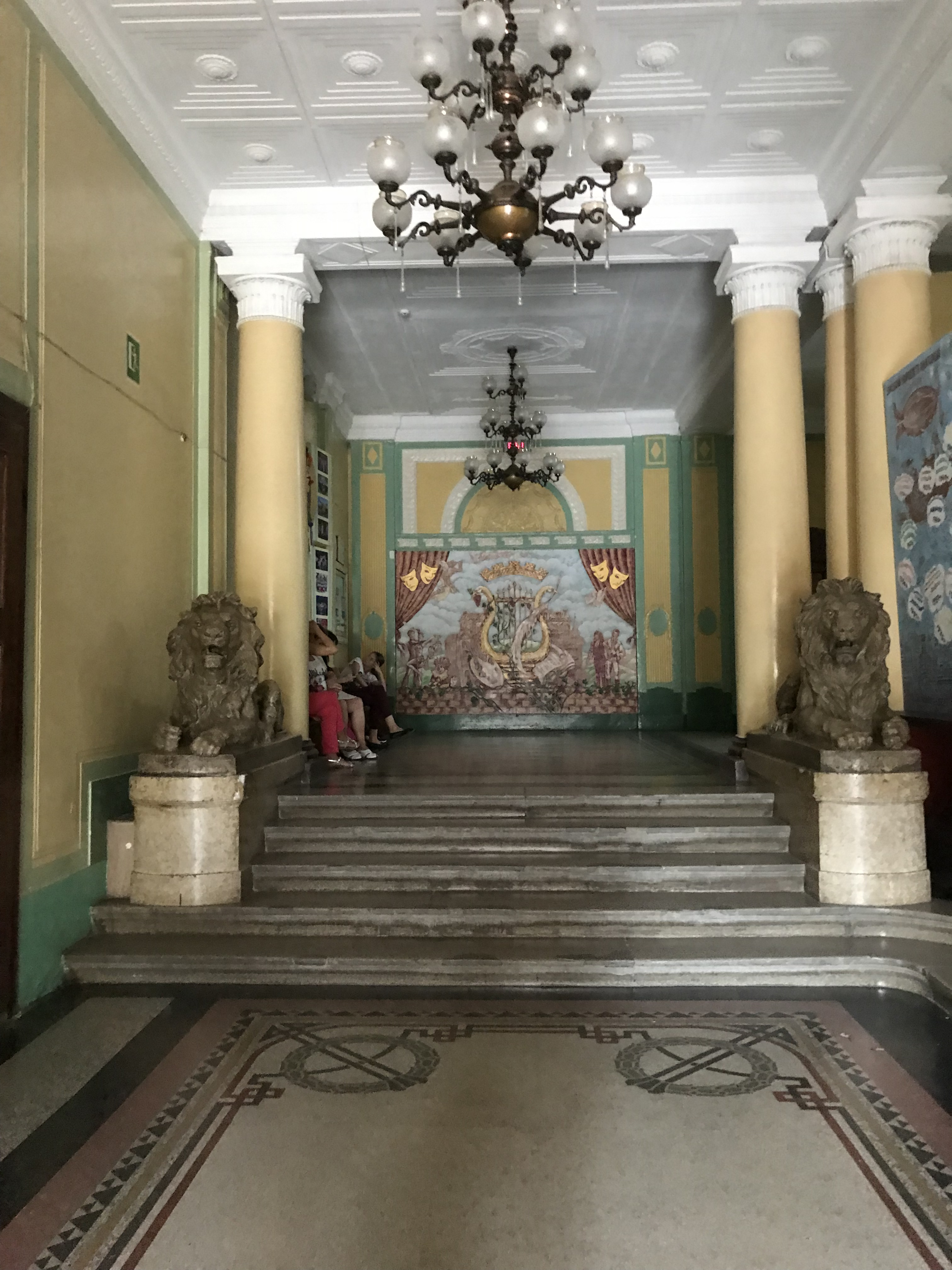
escalier intérieur,
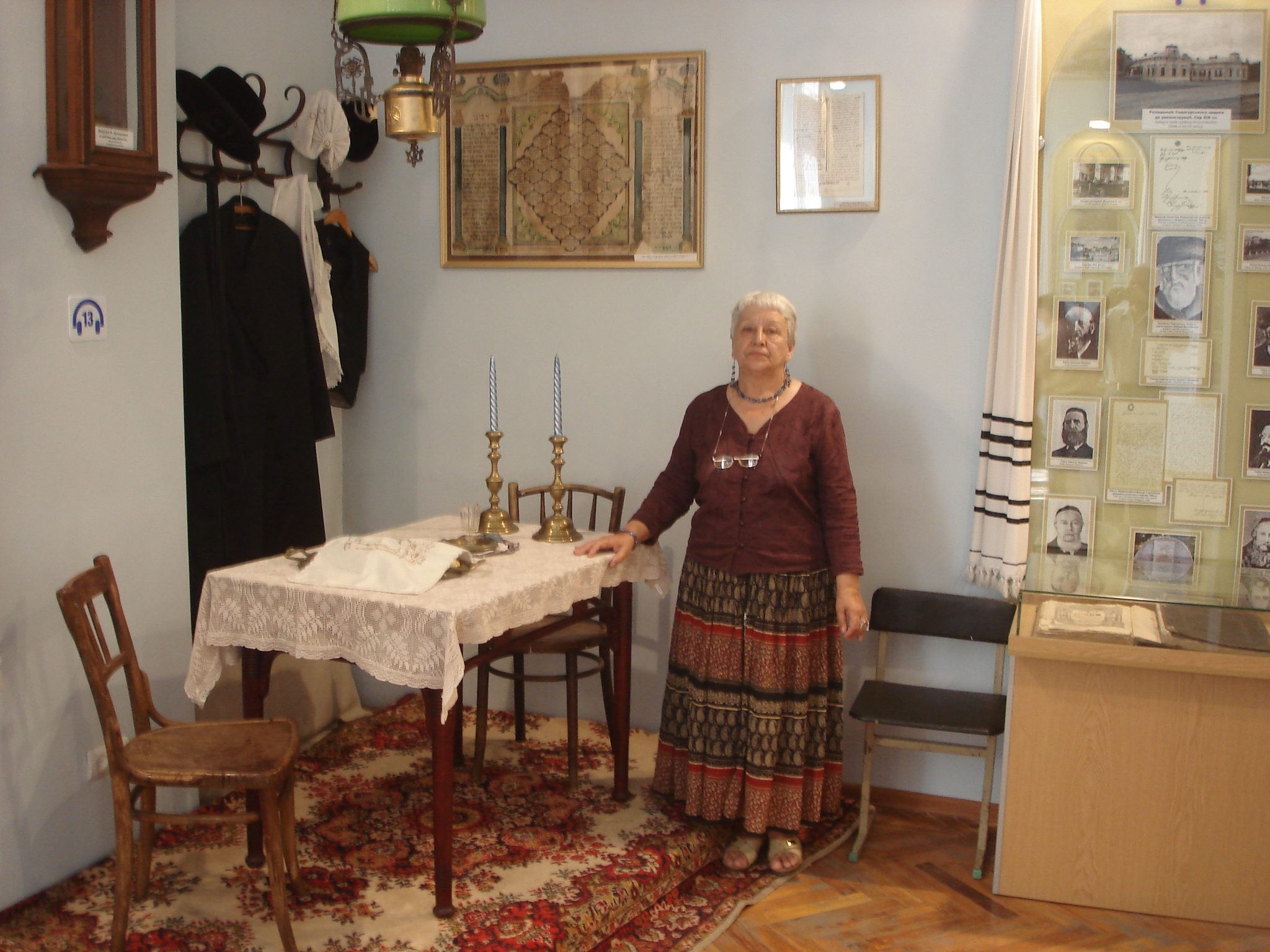
intérieur d'une maison,
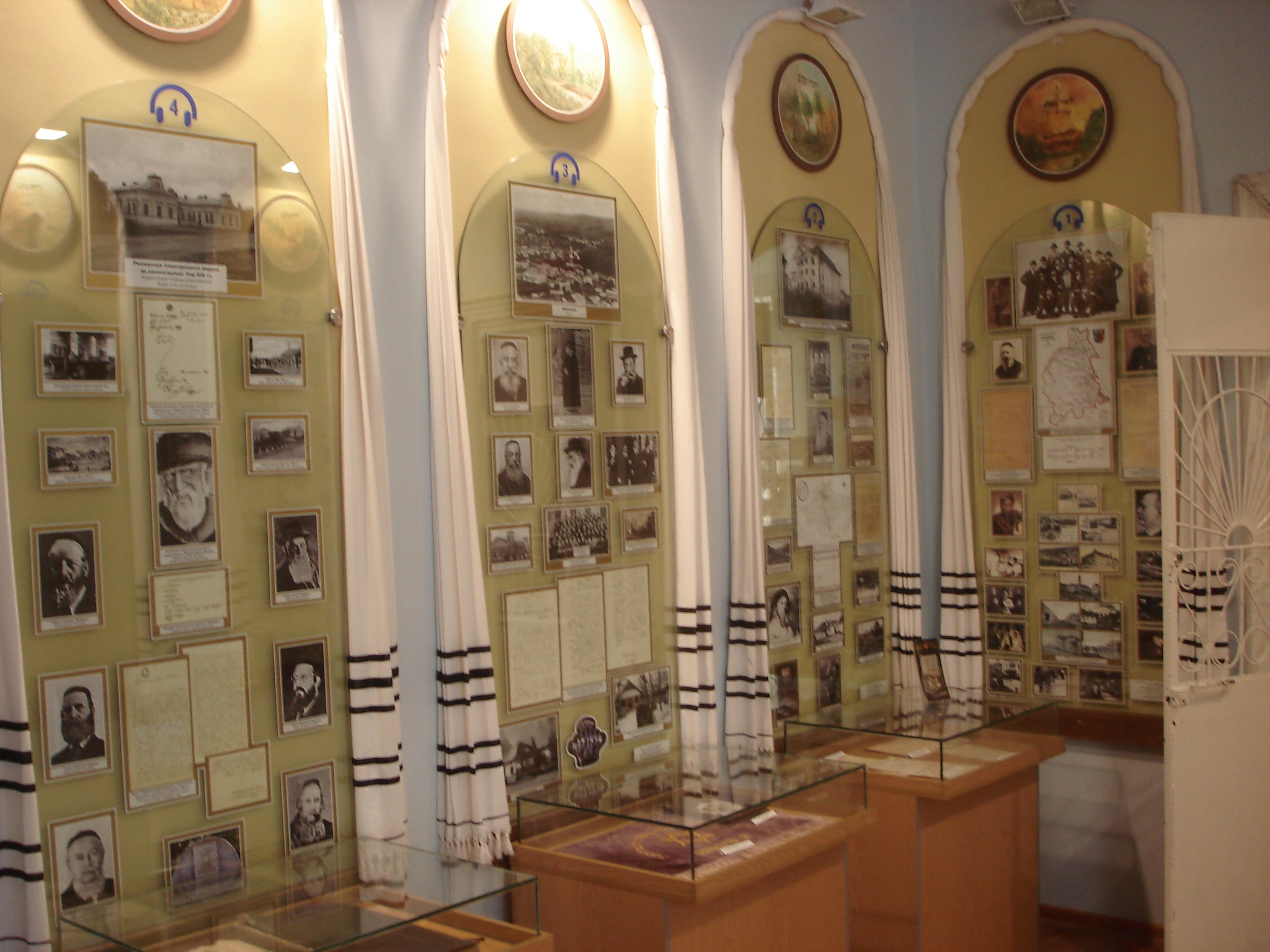
vitrines.

### Sources
- Site officiel
- Notices d'autorité :   - VIAF
  - Israël